# Melhores do Ano de 1998
Melhores do Ano de 1998

27 de dezembro de 1998
Melhores do Ano 

← 1996 ·  1999 →
O Melhores do Ano de 1998 foi a 3ª edição dos Melhores do Ano, prêmio entregue pela emissora de televisão brasileira TV Globo aos melhores artistas e produções da emissora.
Nessa edição, assim como nas anteriores, os vencedores eram escolhidos pelos funcionários da TV Globo. Desde a 7ª edição, em 2002, os funcionários da Globo escolhem os 3 finalistas e o público, através da internet ou do telefone escolhe os vencedores.

## Premiados
Os vencedores estão em negrito.
| Melhor Ator                        | Melhor Atriz                         |
| ---------------------------------- | ------------------------------------ |
| - Tony Ramos - (Torre de Babel)    | - Adriana Esteves - (Torre de Babel) |
| Melhor Ator Coadjuvante            | Melhor Atriz Coadjuvante             |
| - Cacá Carvalho - (Torre de Babel) | - Eliane Costa - (Torre de Babel)    |
| Revelação Musical                  | Melhor Atriz Revelação               |
| - Fat Family                       | - Ana Paula Arósio - (Hilda Furacão) |
| Música do Ano                      |                                      |
| - "Resposta ao tempo", Nana Caymmi |                                      |